# ماجد مردوخ روحانی
- - محمد ماجد مردوخ روحانی**، مترجم و ادیب نامدار کرد، در سال ۱۳۳۷ در محله **جورآباد** سنندج، واقع در خیابان شهدا (فرح سابق)، کوچه **حیرت سجادی** (روبه‌روی کوچه مفتی)، دیده به جهان گشود. او از سوی پدر به خاندان سرشناس **مردوخ‌ها** و از طرف مادر به **مفتی‌زاده‌ها** تعلق داشت و در خانواده‌ای پرجمعیت، همراه با پنج برادر و یک خواهر پرورش یافت.

اگرچه او در دانشگاه رشته **شیمی** را دنبال کرد، اما پس از فراغت از تحصیل، بیشتر به **فعالیت‌های پژوهشی، ترجمه، و نشر آثار خود و دیگر نویسندگان** پرداخت. وی در **۱۶ فروردین ۱۳۵۹**، برخلاف مخالفت خانواده، فعالیت حرفه‌ای خود را در **بخش کردی انتشارات سروش تهران** آغاز کرد. آشنایی او با **عبدالرحمان شرفکندی (هژار مکریانی)** نقطه عطفی در زندگی حرفه‌ایش شد و به همکاری طولانی‌مدتی برای تدوین و انتشار آثار هژار انجامید، همکاری که حتی پس از درگذشت هژار نیز ادامه یافت.  
از جمله دستاوردهای برجسته **ماجد مردوخ روحانی** می‌توان به **تدوین و انتشار کتاب «چیشتی مجیور» (شلم‌شوربا) به زبان کردی** و همچنین **کتاب «هه‌نبانه بۆرینه»** از آثار هژار اشاره کرد. اما شاید مهمترین اثر او، **سرپرستی تدوین بزرگترین فرهنگ لغت کردی-فارسی** باشد که از **بهمن ۱۳۸۱** با همکاری **دانشگاه کردستان** آغاز شد. جلد اول این فرهنگ در سال ۱۳۸۸ منتشر شد و تاکنون **چهار جلد** از آن به چاپ رسیده است.  
این اثر monumental با عنوان **«فرهنگ دانشگاه کردستان» (کردی-کردی-فارسی)**، حاوی **۹۳ هزار مدخل**، به عنوان جامع‌ترین فرهنگ لغت کردی شناخته می‌شود و در **اردیبهشت ۱۳۹۷** طی مراسمی باشکوه در دانشگاه کردستان، با حضور جمعی از **مفاخر، اندیشمندان، اساتید، شاعران، و نویسندگان** حوزه زبان و ادبیات کردی، رونمایی شد.  
- - هژار** نیز در کتاب **«چێشتی مجێور»** بارها از ماجد مردوخ روحانی به نیکی یاد کرده و از همکاری و تلاش‌های او تقدیر نموده است.